# 김암
김암(金巖, ?~?)은 8세기 신라의 점복가·병술가(兵術家)이자 관위는 이찬이고, 김유신(金庾信)의 현손이다. 김윤중(金允中)의 서손이라 기록되어 있거나, 또는 김장청(金長淸)의 동생으로 되어 있거나, 또는 김원술(金元述)의 손자라고 되어 있거나 또는, 김원정(金元貞)의 손자라고도 한다.

## 생애
일찍이 이찬으로서 당에 숙위하면서 틈틈이 음양학(陰陽學)을 배웠으며, 스스로 《둔갑입성지법(遁甲立成之法)》을 저술하여 점복술과 은형술(隱形術)에 신경지를 열었다. 당 대력(大曆) 연간에 귀국한 뒤에는 사천대박사(司天大博士)를 거쳐 양주(良州) · 강주(康州)·한주(漢州) 등지의 태수(太守)를 역임하고, 집사시랑(執事侍郞)을 거쳐 패강진두상(浿江鎭頭上)이 되었다. 태수직으로 재임하는 동안 농한기를 현지 사람들에게 육진병법(六陣兵法)을 가르쳤다.
평양의 두상(頭上)으로 있을 때 메뚜기 떼가 서쪽으로 패강(浿江:대동강)지경을 들어와 징그럽게 온 들판을 뒤덮으니 백성들이 두려워했다. 김암은 산 위에 올라가서 향불을 피우고 하늘에 기도하였다. 그랬더니 갑자기 풍우가 크게 일고 메뚜기가 다 죽어버리는 이적을 보여 모든 이들을 놀라게 했다고 한다.
779년(혜공왕 15)에 왕명을 받들고 일본에 사신으로 갔다. 일본 국왕이 그의 현명함을 알고 억류하려 했으나 그 무렵 당(唐)나라 사신 고학림(高鶴林)이 와서 서로 만나서 매우 즐거워하였다. 왜인들은 비로소 김암이 중국에도 알려진 유명인임을 알고 감히 억류하지 못했다 한다.

## 같이 보기
- 무속신앙